# Traspeña
Traspeña (oficialmente en asturiano Trespena) es una parroquia española del concejo de Proaza, perteneciente a la comunidad autónoma de Asturias.

## Historia
Hacia mediados del siglo XIX, la parroquia, ya por entonces perteneciente a Proaza, tenía contabilizada una población de 228 habitantes. Aparece descrita en el decimoquinto volumen del Diccionario geográfico-estadístico-histórico de España y sus posesiones de Ultramar de Pascual Madoz con las siguientes palabras:

TRAPEÑA (San Pedro): felig. en la prov., part. jud. y dióc. de Oviedo (5 1/2 leg.), ayunt. de Proaza (2): sit. en la pendiente de dos montañas entre las cuales corre el r. de Teberga que unido despues al de Quirós, forman el de Trubia. Reinan todos los vientos, y el clima es sano. Tiene unas 74 casas en los l. de Bustiello, Fabar, y Sta. Maria. La igl. parr. (San Pedro) es de buena fábrica, construida en 1831, y se halla servida con un cura de ingreso, y patronato real. Hay tambien 3 ermitas que nada notable ofrecen. Confina el térm. con el concejo de Teberga, y con las parr. de Bandujo y Caranga. El terreno es montuoso y quebrado. El mencionado r. pasa por el centro separando los pueblos de esta felig., y para su comunicacion existe un puente de madera. Los caminos son locales y muy malos porque atraviesan por las ásperas y elevadas sierras que circundan esta parr. prod.: escanda, maiz, patatas, algunas legumbres, castañas y pastos; hay ganado vacuno, de cerda y lanar; caza y pesca de varias clases. pobl.: 74 vec., 228 almas. contr.: con su ayunt. (V.).
(Madoz, 1849, p. 135)

En 2023, tenía empadronados 51 habitantes.